# Edikt von Saint-Germain-en-Laye (1562)
Im Edikt von Saint-Germain-en-Laye (auch Januaredikt oder Toleranzedikt von Saint-Germain; französisch L’édit de janvier oder édit de tolérance de Saint-Germain) sicherte am 17. Januar 1562 die französische Regentin Katharina von Medici dem hugenottischen Adel eingeschränkte Glaubensfreiheit im katholisch orientierten Königreich zu.

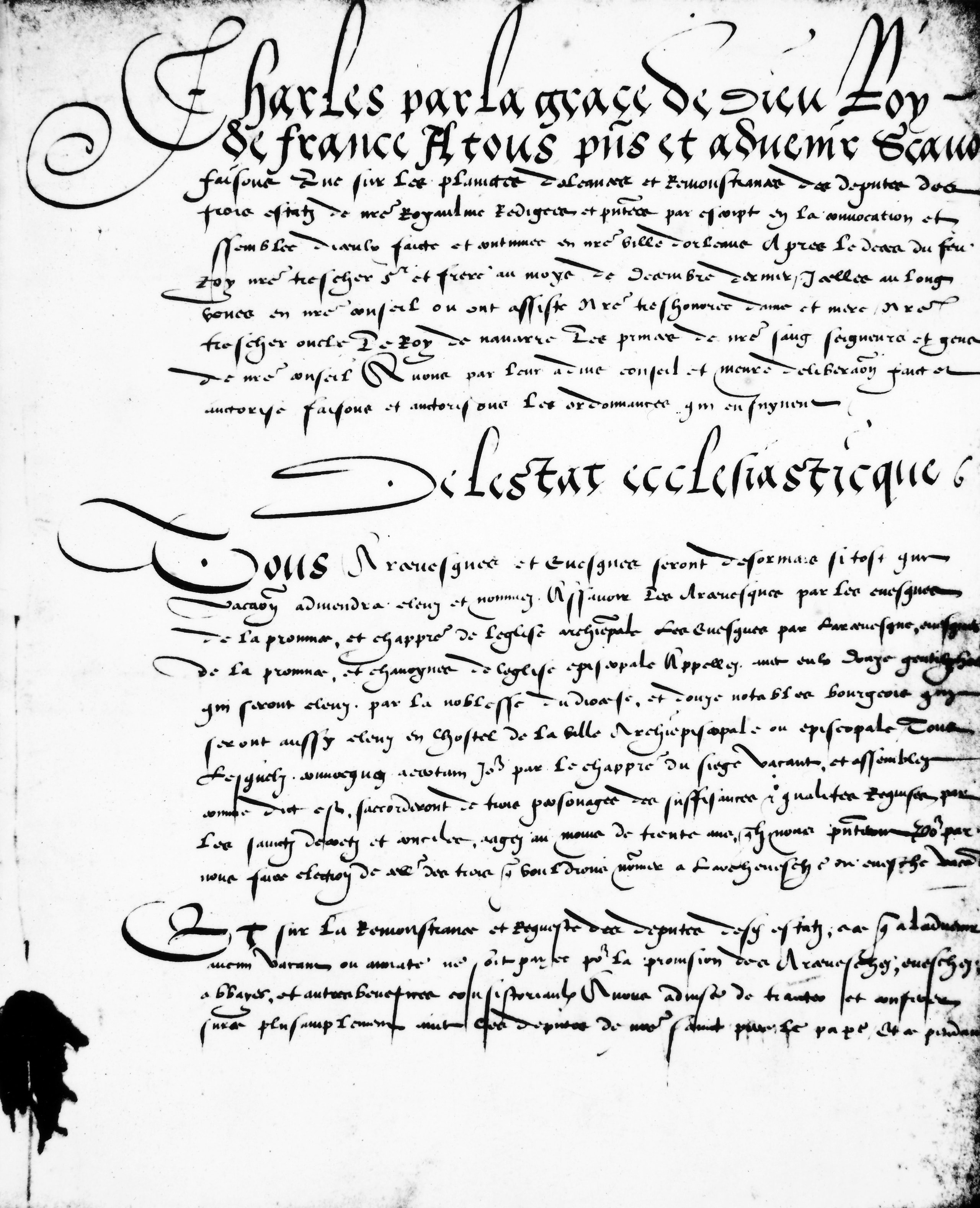
Erste Seite des Edikts von Saint Germain

## Einführung

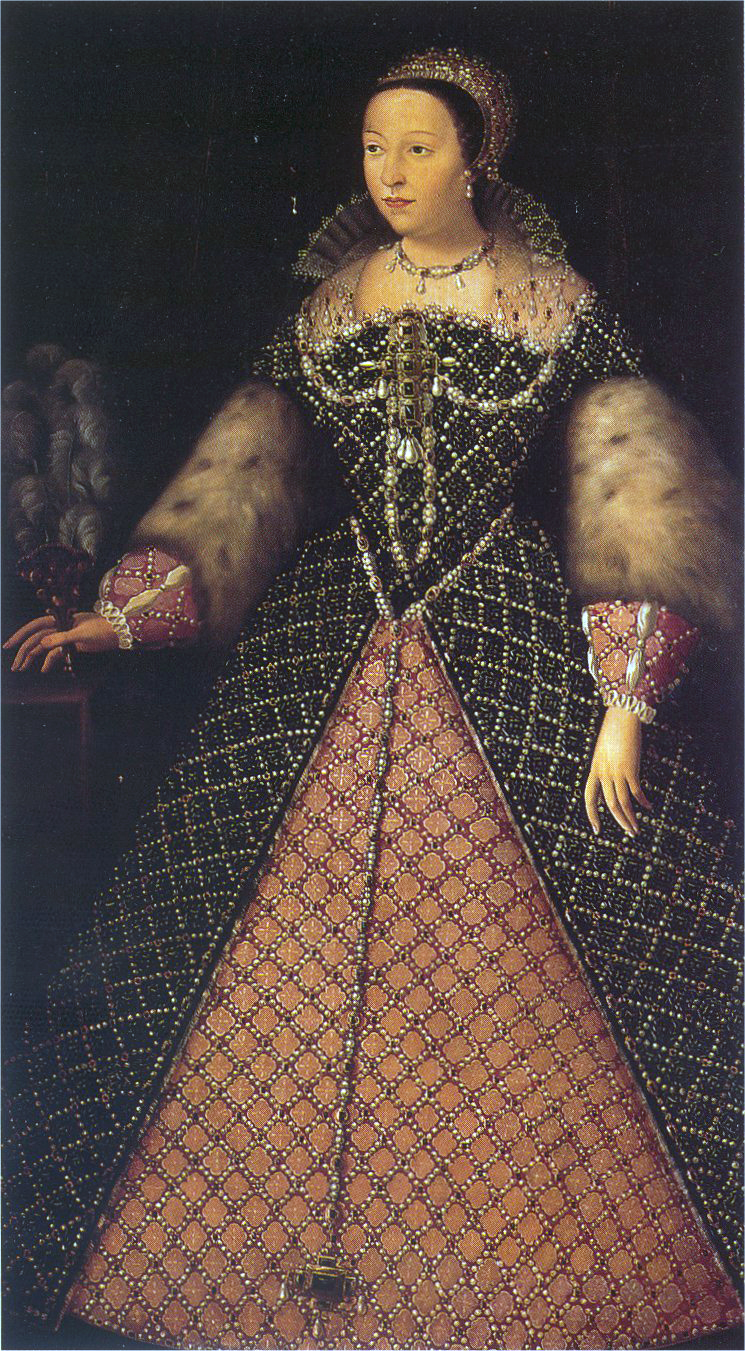
Katharina von Medici

Das Edikt von Saint-Germain war Katharinas erste Entscheidung als Regentin nach dem Tod ihres Sohnes, des Königs Franz II. Sie handelte im Namen des neuen Königs, ihres nächsten Sohnes, des noch minderjährigen Karl IX. In der Auseinandersetzung zwischen Katholiken und Protestanten versuchte sie einen mittleren Kurs zu steuern, der die königliche Macht stärken sollte. Ohne die Privilegien der katholischen Kirche anzutasten, gestattete der maßgeblich vom Kanzler von Frankreich, chancelier de France Michel de l’Hôpital konzipierte Erlass den Protestanten Glaubensfreiheit und die private Anbetung Gottes. 

## Edikt
Das in Saint-Germain-en-Laye erlassene Edikt markierte nach langjähriger Unterdrückung während der Regierungszeit Heinrichs II. sowie nach den Fehlschlägen des Kolloquiums von Poissy und der Konferenzen von Saint-Germain einen eindeutigen Richtungsschwenk in der königlichen Politik gegenüber den Reformierten. In ihm ließ Katharina von Medici Toleranz walten, jedoch nicht uneingeschränkt und auch nur vorübergehend. In einem am 16. Februar geschriebenen Brief bedauerte sie 

„... die Härte und Verbissenheit all derer, die es vorzogen, ihre Position mit Waffengewalt zu verteidigen, anstatt zu diskutieren und zu beraten, um sich so der Wahrheitsfindung und dem Verstand unterzuordnen.“

 Tatsächlich wartete die Regentin jedoch auf eine Entscheidung des Konzils von Trient.
Der auch als 1. Religionsedikt bezeichnete königliche Erlass erlaubte es den Protestanten, in Vorstädten oder draußen auf dem Land, ihrem von der katholischen Gesinnung abweichenden Glauben nachzugehen. Im Gegenzug wurde von ihnen erwartet, dass sie die inzwischen von ihnen besetzten Gotteshäuser wieder zurückgaben. Zugelassen wurden erstmals Synodentreffen sowie die Schaffung von Kirchenleitungen (Konsistorien). Die Pastoren wurden anerkannt, sie mussten jedoch den Zivilbehörden Treue schwören.
Tags darauf nahm das Konzil von Trient seine Arbeit erneut auf, wobei es den Anschein hatte, dass gegenüber den Protestanten jetzt eine härtere Gangart gewählt worden war. Überdies weigerte sich das katholisch dominierte Parlement de Paris, das Januaredikt zu registrieren. Nach wochenlangen Debatten und mehreren schriftlichen königlichen Befehlen, sogenannten lettres de jussion, wurde der Text schließlich am 6. März 1562 vom Parlement registriert und damit in Kraft gesetzt – fünf Tage nach dem von Franz von Guise veranlassten Blutbad von Wassy in der Champagne, wo von rund 200 Protestanten, die in einer Scheune innerhalb der Stadt – was ein Verstoß gegen das Edikt war – einer Predigt lauschten,  60 getötet und mehr als 100 teils schwer verletzt wurden (Die genauen Zahlen sind allerdings umstritten.).

## Auswirkungen

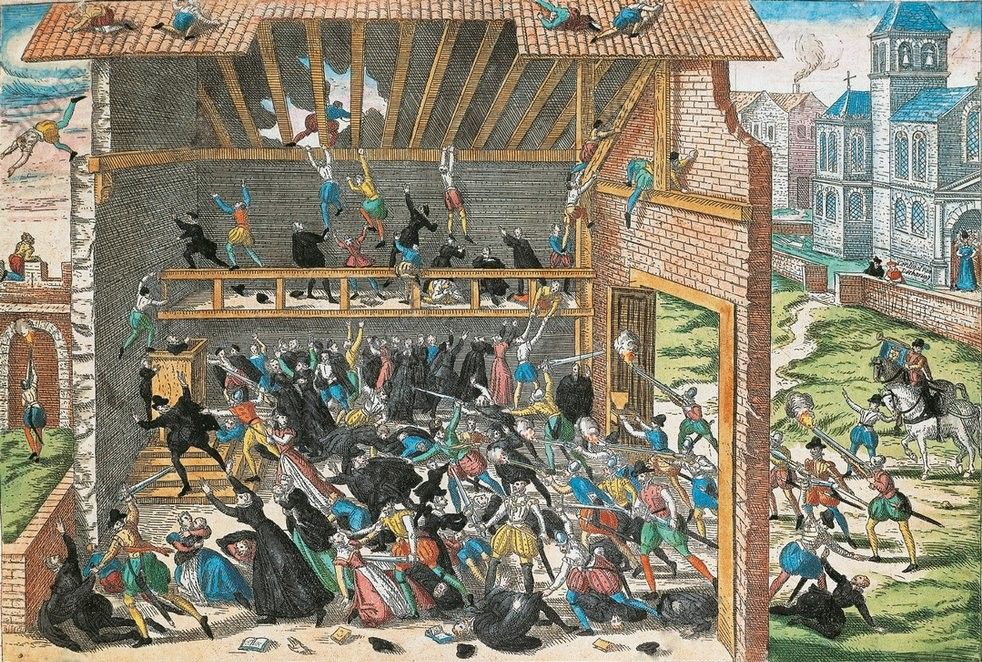
Das Blutbad von Vassy

Von den Protestanten wurde das Edikt von Saint-Germain-en-Laye als ein Modellfall angesehen. Bei späteren Verhandlungen mit der Monarchie sollten sie es als Referenz für weitere Edikte ins Feld führen.
In der überwiegenden Mehrzahl der Fälle weigerten sich die Protestanten jedoch – vor allem im Süden Frankreichs – die von ihnen beschlagnahmten Gotteshäuser wieder zurückzugeben, lieber zerstörten sie stattdessen Kirchen und Kapellen. Sie begingen außerdem pädagogischen Vandalismus, indem sie Bilder und Kreuze absichtlich zerstörten, nur um darauf verweisen zu können, dass Gott gegenüber derartigen, von Katholiken als Gotteslästerungen bezeichneten Handlungen, stumm bleibt.
Die strikt katholischen Guisen betrachteten das Edikt als Fehlentscheidung, interpretierten es als Sieg der Gegenpartei und waren zu einer toleranten Haltung nicht bereit. Es kam schon am 1. März 1562 zum Blutbad von Wassy und in der Folge postwendend zum ersten der Hugenottenkriege, die insgesamt über 30 Jahre andauern sollten.